# 히타치역
히타치역(일본어: 日立駅, ひたちえき)은 일본 이바라키현 히타치시에 위치해 있는 동일본 여객철도의 철도역이다.
또한 히타치시에서 가장 규모가 큰 철도역이며, 히타치 시는 일본 최대의 전자 산업으로 유명한 히타치의 발상지로 유명하다. 또한 한자가 다른 "히타치 국"과는 관계가 없고,　이 역이 위치한 지역은 "스케가와"이며, 원래의 명칭은 "스케가와역"(일본어: 助川駅, すけがわえき)이었다. 스케가와 구리 광산이 가동하고 있던시기 (1950년대 이전)에 광산 철도도 스케가와 역에서 출발했다.

## 역 구조
2면 3선 구조의 지상역으로, 역사는 선로 위에 있다. 초록 창구가 운영되고 있으며, 스이카 및 제휴 교통카드의 사용이 가능하다. 개찰구는 중앙 출구 쪽과 해안 출구 쪽 등 두 곳이 있다. 중앙 출구에는 버스 환승센터가 있으며, 중심 시가지로 갈 수 있다.

### 승강장
| 1 | ■ 조반선 | 하행 | 다카하기 · 이와키 · 히로노 방면                                           |
| 2 | ■ 조반선 | 하행 | 다카하기 · 이와키 · 히로노 방면                                           |
| 2 | ■ 조반선 | 상행 | 미토 · 쓰치우라 · 우에노 · 도쿄 · 시나가와 · 오야마 방면 (우에노도쿄라인) |
| 3 | ■ 조반선 | 상행 | 미토 · 쓰치우라 · 우에노 · 도쿄 · 시나가와 · 오야마 방면 (우에노도쿄라인) |

## 화물역
일본화물철도가 운영하는 설비가 여객역 1번 승강장 서쪽에 있다. 화차의 입환 작업과 화물역 업무는 후쿠시마 임해철도가 대신 맡고 있다. 1면의 컨테이너 적하장, 2개의 컨테이너 하역선이 있다. 역 본선에 도착한 화물 열차는 일단 오기쓰역 방면으로 난 인상선으로 들어간 뒤, 컨테이너 적하장으로 들어가게 된다. 2008년 3월 현재, 고속 화물 열차만이 하루에 하행은 3편, 상행은 2편이 운행되고 있다.
히타치 제작소 히타치 사업소의 공장들을 잇는 전용 철도 노선이 있다. 하지만 1995년 이래로 쓰지 않고 있다.

## 역세권 정보
- 히타치시청사
- 히타치 제작소 가이간 공장, 야마테 공장
- 히타치 시립 가미네 공원·동물원

## 역사
- 1897년 2월 25일 - 닛폰 철도 가이간 선의 역으로 개업했다. 원래 역이름은 "스케가와역"이었다.
- 1906년 11월 1일 ― 국유화에 따라 일본국유철도의 소속이 되었다.
- 1939년 10월 20일 ― 지금의 히타치역으로 이름을 바꾸었다.
- 1987년 4월 1일 ― 민영화에 따라 동일본 여객철도의 소속이 되었다.

## 인접역
| 동일본 여객철도 조반선 | 동일본 여객철도 조반선 | 동일본 여객철도 조반선 |
| ---------------------- | ---------------------- | ---------------------- |
| 히타치타가 미토 방면   | ■ 조반선               | 오기쓰 이와키 방면     |